# Сатыбаев, Фуат Сайдахметович
Фуат Сайдахметович Сатыбаев (каз. Фуат Сайдахметұлы Сатыбаев; 10 февраля 1965, Аксуат, Семипалатинская область, Казахская ССР, СССР) — казахский общественный и политический деятель, депутат Мажилиса Парламента Республики Казахстан VIІ созыва (с 2022 года).

## Биография
В 1988 году окончил Семипалатинский государственный медицинский институт по специальности «Врач-лечебник».
1988—1989 гг. — врач-хирург в Талды-Курганской областной больнице.
1989—1991 гг. — врач-хирург в Урджарской районной больнице.
1991—1993 гг. — хирург в поликлинике № 2 Семипалатинской областной больницы.
1993—1994 гг. — директор ТОО «Профсервис» (Алматы).
1994—1998 гг. — директор Страховой компании профсоюзов «Мейірім» (Алматы).
1998—2003 гг. — заместитель генерального директора АО «Акмолатурист».
2003—2022 гг. — генеральный директор АО «Санаторий Мойылды».
Руководил Павлодарским областным филиалом Демократической партии Казахстана «Ак жол». С января 2021 года по ноябрь 2022 года был депутатом Павлодарского областного маслихата VII созыва от партии «Ак жол». 23 ноября 2022 года стал депутатом Мажилиса Парламента Республики Казахстан VIІ созыва от партии «Ак жол» после досрочного прекращения полномочий Андрея Линника.